# Treposol
Als Treposol (auch: Tiefumbruchboden, Zebraboden) werden Böden bezeichnet, die zur Standortverbesserung einmalig tiefgepflügt wurden. Dieser Bodentyp gehört in der Deutschen Bodensystematik in die Klasse Y (anthropogene Böden) und wird mit YU abgekürzt.

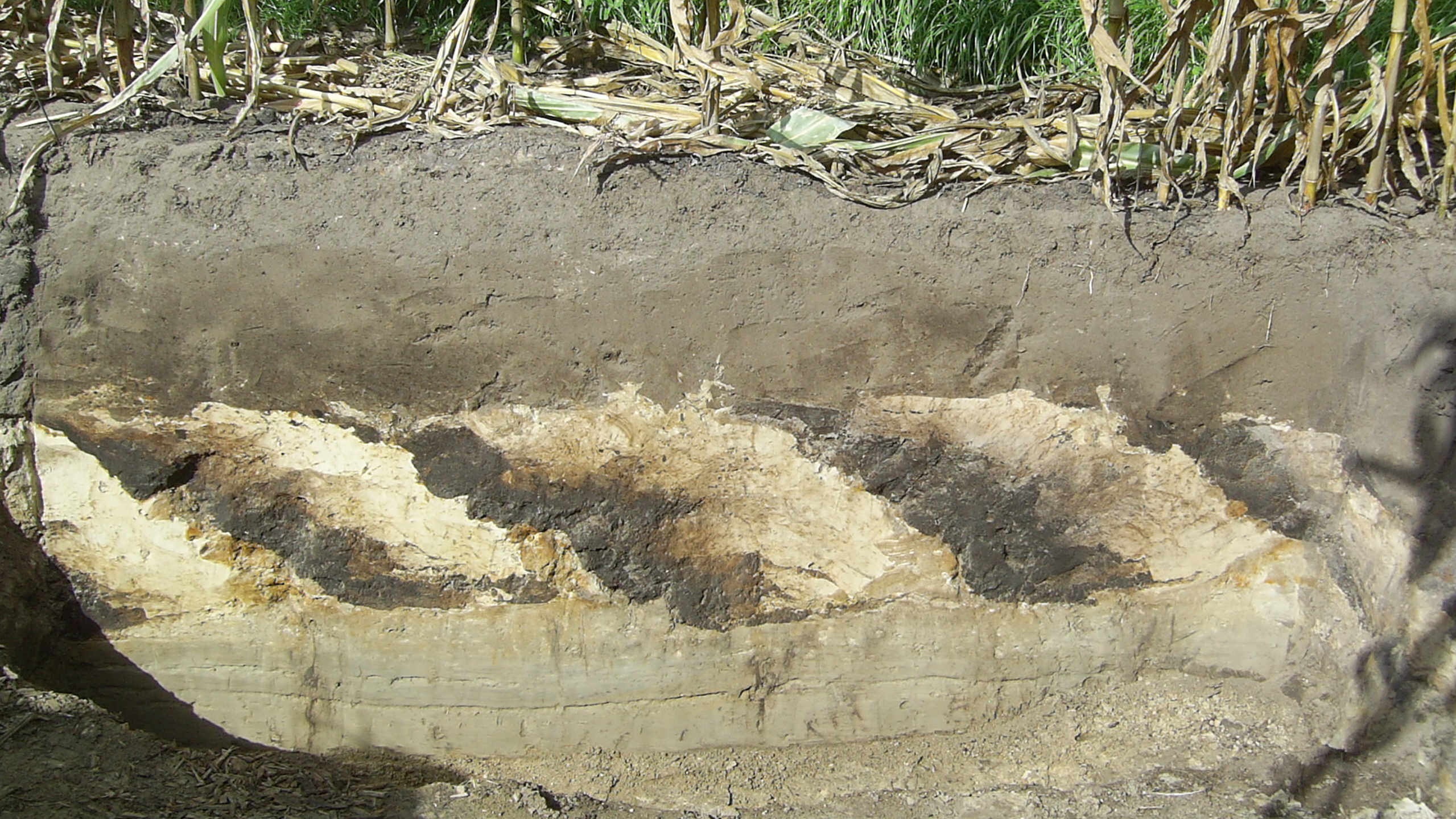
Bodenprofil eines Tiefenumbruches (oder Treposol) aus Wüsting bei Oldenburg. Entstanden durch 80 cm tiefes Umpflügen zwecks Bodenverbesserung.

## Entstehung und Verbreitung
Alle Treposole sind nicht natürlichen Ursprungs. Da sie ihre Entstehung alleine dem menschlichen Eingriff verdanken, gehören sie zusammen mit den Kolluvisolen, Plaggeneschen, Rigosolen und Hortisolen in die Klasse Y der anthropogenen, also menschlich verursachten, Böden.
Einige Böden in Mitteleuropa weisen im Unterboden verdichtete oder verhärtete Horizonte auf:
- Tonanreicherungshorizonte (Bodentyp Parabraunerde)
- Ortstein (Bodentyp Podsol)
- Raseneisenstein (Bodentyp Gley)

Diese stellen eine Schranke für das Wurzelwachstum dar und behindern die Versickerung des Regenwassers, was oft Staunässe zur Folge hat. Podsole sind außerdem sehr nährstoffarm.
Mit herkömmlichen Geräten konnten diese Flächen nicht ackerbaulich bewirtschaftet werden. Zum einen, da die Problemhorizonte tiefenmäßig unerreichbar waren. Zum anderen, da die Pflüge auch gar nicht genug Kraft hatten, die Horizonte zu durchbrechen.
Als zum Ende des 19. Jahrhunderts die Zugkraft der Maschinen so weit entwickelt war, dass sie über einen Meter tief pflügen konnten, wurde diese neue Technik genutzt, um geringwertige Standorte durch Tiefenumbruch aufzuwerten. Dabei waren in der Regel eine Verbesserung des Luft- und des Wasserhaushalts der Böden von Interesse, was durch ein Durchpflügen der verhärteten Horizonte erreichbar wurde. Ferner sollte der Boden tiefgreifend durchmischt werden, um seine Eigenschaften durch die Substratmischung zu verbessern.
Beim Tiefenumbruch wird der Boden bis zu einer Tiefe von mindestens 40 cm (meist 0,7 m bis 1,4 m; maximal 2 m) gepflügt. Dadurch werden die alten Horizonte vollständig gekippt und miteinander verwoben. Bleibt es beim einmaligen Umbruch, so ist dies bis heute an den schräg gegeneinander verstellten Horizonten sichtbar. Das typische Erscheinungsbild der schrägen Bahnen im Untergrund hat sich auch in dem Beinamen Zebraboden niedergeschlagen.
Wird der Boden wiederholt tiefgepflügt, so verschwindet dieses Bild zu Gunsten eines tiefgründig homogenen Profils. Dieser Boden wäre dann ein Rigosol.
Das Tiefpflügen wurde aus verschiedenen Gründen bereits vor Jahrzehnten eingestellt. Der nordwestdeutsche Raum und die Niederlande waren ein Schwerpunktgebiet dieser Bewirtschaftung.

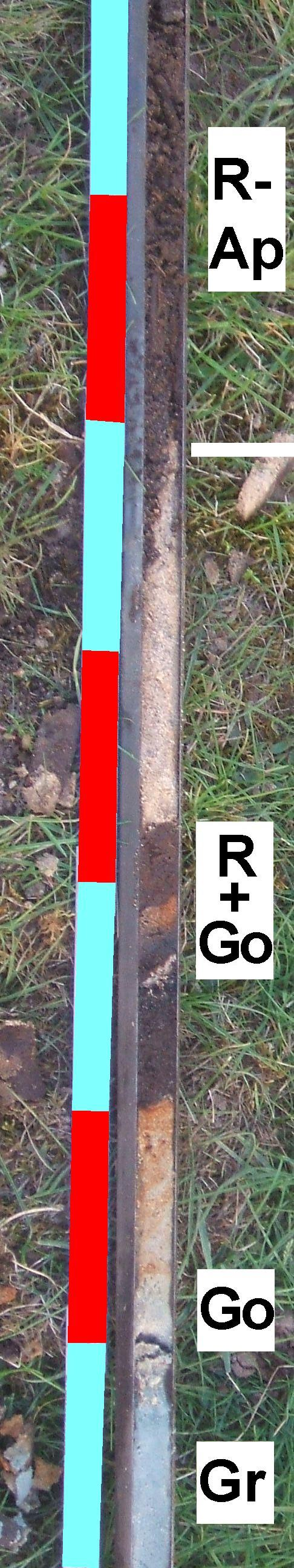
Bohrstockprofil eines Gley-Treposols

Moorböden: Auch Moore wurden häufig tiefgepflügt. Diese Böden werden aber im eigentlichen Sinne nicht zu den Treposolen gezählt, sondern zu den Moorböden.

## Horizontierung
Treposole haben die Horizontierung R-Ap/R+…/…
- R-Ap: Der erste Horizont ist ein gepflügter (‚p‘) Oberbodenhorizont (‚A‘). (Treposole sind in aller Regel in ackerbaulicher Nutzung). Das ‚R‘ steht für den einmaligen Tiefenumbruch (Rigolen), der in der Vergangenheit stattgefunden hat. Der R-Ap ist etwa 30 cm tief (Pflugtiefe) und homogen schwarz (Humus).

- R+…: Unter dem R-Ap folgt der Horizont, in dem die ehemaligen Oberboden- und Unterbodensubstrate durch das einmalige Tiefpflügen (‚R‘) miteinander verzahnt (‚+‘) wurden. Er weist das charakteristische ‚Zebraprofil‘ des Treposols auf und reicht so tief in den Untergrund, wie der Pflug beim Tiefumbruch hintergereicht hat. Das ‚…‘ steht für den eingepflügten dichten Horizonte des alten Bodens:

1. Podsol-Treposol: R+Bs (Bs = Unterbodenhorizont (‚B‘) mit Sesquioxidanreicherung (‚s‘) = Ortsteinhorizont)
2. Parabraunerde-Treposol: R+Bt (Bt = Unterbodenhorizont (‚B‘) mit Tonanreicherung (‚t‘))
3. Gley-Treposol: R+Go (Go = Grundwasserhorizont (‚G‘) mit Luftversorgung (oxidativ; ‚o‘) = Raseneisensteinhorizont)

- …: Nach dem tiefgepflügten Bereich folgt der alte Untergrund, der je nach Standort stark variieren kann.

In der internationalen Bodenklassifikation World Reference Base for Soil Resources (WRB) wird die Durchmischung durch den Relocatic Qualifier ausgedrückt. Treposole gehören meist zu den Referenzbodengruppen der Regosole und Arenosole, seltener zu den  Phaeozemen oder Umbrisolen, teils aber auch zu den Histosolen und Gleysolen. 

## Nutzung
Durch den Tiefenumbruch konnten die Standorteigenschaften wesentlich verbessert werden. Deshalb sind Treposole in aller Regel ackerbaulich genutzt.